# Włodzimierz Ciołek
Włodzimierz Ciołek (Wałbrzych, 1956. március 24. –) világbajnoki bronzérmes lengyel labdarúgó, csatár.

## Pályafutása

### Klubcsapatban
1977–78-ban a Górnik Wałbrzych, 1978 és 1983 között a Stal Mielec, 1983 és 1987 között ismét a Górnik Wałbrzych labdarúgója volt. 1987 és 1990 között a svájci FC Grenchen játékosa volt. Az 1983–84-es idényben a lengyel bajnokság gólkirálya volt 14 góllal.

### A válogatottban
1978 és 1985 között 29 alkalommal szerepelt a lengyel válogatottban és négy gólt szerzett. Az 1982-es spanyolországi világbajnokságon bronzérmet szerzett ez együttessel.

## Sikerei, díjai
Lengyelország
- Világbajnokság
  - bronzérmes: 1982, Spanyolország

 Górnik Wałbrzych
- Lengyel bajnokság
  - gólkirály: 1983–84 (14 gól)